# Dulibî, Strîi
Dulibî (în ucraineană Дуліби) este o comună în raionul Strîi, regiunea Liov, Ucraina, formată numai din satul de reședință.

## Demografie
Componența lingvistică a comunei Dulibî
     Ucraineană (99,24%)
     Alte limbi (0,74%)
Conform recensământului din 2001, majoritatea populației comunei Dulibî era vorbitoare de ucraineană (99,24%), existând în minoritate și vorbitori de alte limbi.